# Boys Town (Nebraska)
Pour les articles homonymes, voir Boys Town.
Boys Town est une localité du comté de Douglas au Nebraska.
Sa population était de 745 habitants en 2010.